# Надя Манолова
Надя Иванова Манолова-Николова е българска историчка и университетска преподавателка, професор в Софийския университет.

## Биография
Родена е на 19 септември 1958 г. в Перник. През 1982 г. завършва история в Софийски университет „Св. Климент Охридски“ и работи като учител по история в Минен техникум „Христо Ботев“ в Перник. От 1983 г. постъпва като асистент в катедра „История на БКП“ към Исторически факултет на Софийски университет „Св. Климент Охридски“. От 1986 г. е старши асистент, а през 1996 г. става главен асистент. През 1990 г. защитава докторска дисертация на тема: „Кооперативното движение в България 1944 – 1954 г.“ и постъпва в катедра „История на България“ в Историческия факултет. През 2005 г. е избрана за доцент, а през 2017 г. – за професор. От 1983 г. преподава по специалност „История на Българското възраждане (XVIII – XIX век)“.
В периода 18 – 31 октомври 2009 г. специализира в Барселонския публичен университет, в Библиотеката на Резерва, Филологически факултет, Испания. През октомври 2012 г. прави специализация във Философския факултет на Белградски университет, а в периода 12 – 19 октомври 2014 г. – в Националния исторически архив в Мадрид, Испания.
Член е на Българското историческо дружество от 1990-те години. От 2015 г. е председател на Управителния съвет на Кооперация „ИФ-94“ – организация с нестопанска цел на преподаватели от Историческия факултет на Софийски университет „Св. Климент Охридски“, координатор и ръководител на научни проекти.
Личният ѝ архив се съхранява във фонд № 1190 в Държавен архив – Перник.

## Научни публикации
Участва в научни форуми, конгреси и международни конференции по теми, свързани с Българското възраждане през периода XVIII – XIX век. Автор е на статиите: *„Нишавските владици през XIX век“ (2001);
- „Българските източници за чумата в Османската империя“ (2002),
- „Наблюдения върху чумните епидемии и култа към Св. Харалампий“ (2003);
- „Православната църква в живота на възрожденския българин (2003 г.);
- „Едно писмо от Знеполски Пеев архив (2008);
- „Въпроси към историята на Етрополе“ (2011) и др.[1][2]

Автор и съавтор е на монографиите:
- „Летописни бележки от Средна Западна България“ (1999, с Пенка Желева)
- „Исторически изследвания за районите на Перник, Брезник, Радомир, Трън, Годеч, Цариброд и Пирот (XV-XIX век)“ (2014, с Пенка Желева);
- „Чумавите времена (1700 – 1850)“ (2008);
- „Испания, Балканите и българите (XVIII – ХІХ век)“ (2015, с Красимира Табакова);
- „Българите, църковното строителство и религиозната литература през 30 – 40-те години на XIX век“ (2016) и др.[1][2]